# UEFA Women's Cup 2002/03
De UEFA Women's Cup 2002/03  was de tweede editie van de UEFA Women's Cup. Het toernooi werd gewonnen door de verliezend finalist van 2002, Umeå IK, die in de finale Fortuna Hjørring versloeg. De winnaar van 2002, 1. FFC Frankfurt, verloor in de halve finale na strafschoppen van Umeå IK.

## Kwalificatie
De landskampioenen uit de vier zwakste landen speelden in de kwalificatie om één plaats in de voorronde.
|   | club                  | w - g - v | punten | doelsaldo |
| - | --------------------- | --------- | ------ | --------- |
| 1 | Gömrükcü Bakoe        | 3 - 0 - 0 | 9      | 19-0      |
| 2 | Lisburn Distillery FC | 2 - 0 - 1 | 6      | 4-7       |
| 3 | ZNK Skale Mila        | 1 - 0 - 2 | 3      | 9-5       |
| 4 | Lefkothea             | 0 - 0 - 3 | 0      | 0-20      |

| datum      | thuisclub             | uitslag | uitclub               |
| ---------- | --------------------- | ------- | --------------------- |
| 29-08-2002 | Lisburn Distillery FC | 0-7     | Gömrükcü Bakoe        |
| 29-08-2002 | Lefkothea             | 0-9     | ZNK Skale Mila        |
| 31-08-2002 | Lisburn Distillery FC | 1-0     | ZNK Skale Mila        |
| 31-08-2002 | Lefkothea             | 0-8     | Gömrükcü Bakoe        |
| 02-09-2002 | ZNK Skale Mila        | 0-4     | Gömrükcü Bakoe        |
| 02-09-2002 | Lefkothea             | 0-3     | Lisburn Distillery FC |

## Groepsfase
De winnaar van de kwalificatie en 31 landskampioenen speelden in acht groepen, die in toernooi vorm bij een van de deelnemende clubs werden afgerond, waarvan de groepswinnaar zich plaatste voor de knock-outfase.
|   | club            | w - g - v | punten | doelsaldo |
| - | --------------- | --------- | ------ | --------- |
| 1 | Umeå IK         | 3 - 0 - 0 | 9      | 17-1      |
| 2 | AC Sparta Praag | 2 - 0 - 1 | 6      | 11-6      |
| 3 | KÍ Klaksvík     | 1 - 0 - 2 | 3      | 2-11      |
| 4 | TKSK Tallinn    | 0 - 0 - 3 | 0      | 0-12      |

| datum      | thuisclub       | uitslag | uitclub         |
| ---------- | --------------- | ------- | --------------- |
| 25-09-2002 | Umeå IK         | 7-0     | KÍ Klaksvík     |
| 25-09-2002 | AC Sparta Praag | 6-0     | TKSK Tallinn    |
| 27-09-2002 | TKSK Tallinn    | 0-4     | Umeå IK         |
| 27-09-2002 | AC Sparta Praag | 4-0     | KÍ Klaksvík     |
| 29-02-2002 | Umeå IK         | 6-1     | AC Sparta Praag |
| 29-02-2002 | KÍ Klaksvík     | 2-0     | TKSK Tallinn    |

|   | club                  | w - g - v | punten | doelsaldo |
| - | --------------------- | --------- | ------ | --------- |
| 1 | Toulouse FC           | 2 - 1 - 0 | 7      | 11-1      |
| 2 | Lazio Roma            | 2 - 1 - 0 | 7      | 11-3      |
| 3 | 1. FC Femina Budapest | 1 - 0 - 2 | 3      | 6-6       |
| 4 | Maccabi Haifa         | 0 - 0 - 3 | 0      | 0-18      |

| datum      | thuisclub             | uitslag | uitclub               |
| ---------- | --------------------- | ------- | --------------------- |
| 25-09-2002 | Toulouse FC           | 1-0     | 1. FC Femina Budapest |
| 25-09-2002 | Lazio Roma            | 5-0     | Maccabi Haifa         |
| 27-09-2002 | 1. FC Femina Budapest | 4-0     | Maccabi Haifa         |
| 27-09-2002 | Lazio Roma            | 1-1     | Toulouse FC           |
| 29-09-2002 | Toulouse FC           | 9-0     | Maccabi Haifa         |
| 29-09-2002 | Lazio Roma            | 5-2     | 1. FC Femina Budapest |

|   | club             | w - g - v | punten | doelsaldo |
| - | ---------------- | --------- | ------ | --------- |
| 1 | 1. FFC Frankfurt | 3 - 0 - 0 | 9      | 17-1      |
| 2 | ZFK Niš          | 2 - 0 - 1 | 6      | 10-3      |
| 3 | Shamrock Rovers  | 1 - 0 - 2 | 3      | 5-12      |
| 4 | NK Osijek        | 0 - 0 - 3 | 0      | 1-17      |

| datum      | thuisclub        | uitslag | uitclub          |
| ---------- | ---------------- | ------- | ---------------- |
| 25-09-2002 | 1. FFC Frankfurt | 2-0     | ZFK Niš          |
| 25-09-2002 | NK Osijek        | 1-3     | Shamrock Rovers  |
| 27-09-2002 | 1. FFC Frankfurt | 8-0     | NK Osijek        |
| 27-09-2002 | ZFK Niš          | 4-1     | Shamrock Rovers  |
| 29-09-2002 | Shamrock Rovers  | 1-7     | 1. FFC Frankfurt |
| 29-09-2002 | ZFK Niš          | 6-0     | NK Osijek        |

|   | club             | w - g - v | punten | doelsaldo |
| - | ---------------- | --------- | ------ | --------- |
| 1 | HJK Helsinki     | 2 - 1 - 0 | 7      | 10-0      |
| 2 | FC Sursee Luzern | 2 - 1 - 0 | 7      | 2-0       |
| 3 | KS AZS Wroclaw   | 0 - 1 - 2 | 3      | 6-6       |
| 4 | Bangor City      | 0 - 0 - 3 | 0      | 3-15      |

| datum      | thuisclub        | uitslag | uitclub        |
| ---------- | ---------------- | ------- | -------------- |
| 25-09-2002 | HJK Helsinki     | 2-0     | KS AZS Wroclaw |
| 25-09-2002 | FC Sursee Luzern | 1-0     | Bangor City    |
| 27-09-2002 | HJK Helsinki     | 8-0     | Bangor City    |
| 27-09-2002 | FC Sursee Luzern | 1-0     | KS AZS Wroclaw |
| 29-09-2002 | FC Sursee Luzern | 0-0     | HJK Helsinki   |
| 29-09-2002 | KS AZS Wroclaw   | 6-3     | Bangor City    |

|   | club               | w - g - v | punten | doelsaldo |
| - | ------------------ | --------- | ------ | --------- |
| 1 | Trondheims-Ørn SK  | 3 - 0 - 0 | 9      | 18-0      |
| 2 | SV Saestum         | 2 - 0 - 1 | 6      | 10-3      |
| 3 | FC Regal Boekarest | 1 - 0 - 2 | 3      | 3-6       |
| 4 | PAOK Saloniki      | 0 - 0 - 3 | 0      | 1-23      |

| datum      | thuisclub          | uitslag | uitclub            |
| ---------- | ------------------ | ------- | ------------------ |
| 25-09-2002 | Trondheims-Ørn SK  | 2-0     | SV Saestum         |
| 25-09-2002 | PAOK Saloniki      | 0-3     | FC Regal Boekarest |
| 27-09-2002 | Trondheims-Ørn SK  | 12-0    | PAOK Saloniki      |
| 27-09-2002 | SV Saestum         | 2-0     | FC Regal Boekarest |
| 29-09-2002 | FC Regal Boekarest | 0-4     | Trondheims-Ørn SK  |
| 29-09-2002 | SV Saestum         | 8-1     | PAOK Saloniki      |

|   | club                 | w - g - v | punten | doelsaldo |
| - | -------------------- | --------- | ------ | --------- |
| 1 | Fortuna Hjørring     | 3 - 0 - 0 | 9      | 17-0      |
| 2 | FC Bobruichanka      | 2 - 0 - 1 | 6      | 9-5       |
| 3 | Breiðablik Kópavogur | 1 - 0 - 2 | 3      | 4-12      |
| 4 | FC Codru Anenii Noi  | 0 - 0 - 3 | 0      | 0-13      |

| datum      | thuisclub            | uitslag | uitclub              |
| ---------- | -------------------- | ------- | -------------------- |
| 25-09-2002 | Fortuna Hjørring     | 5-0     | FC Codru Anenii Noi  |
| 25-09-2002 | FC Bobruichanka      | 3-2     | Breiðablik Kópavogur |
| 27-09-2002 | Breiðablik Kópavogur | 0-9     | Fortuna Hjørring     |
| 27-09-2002 | FC Bobruichanka      | 6-0     | FC Codru Anenii Noi  |
| 29-09-2002 | Fortuna Hjørring     | 3-0     | FC Bobruichanka      |
| 29-09-2002 | FC Codru Anenii Noi  | 0-2     | Breiðablik Kópavogur |

|   | club                | w - g - v | punten | doelsaldo |
| - | ------------------- | --------- | ------ | --------- |
| 1 | Arsenal LFC         | 3 - 0 - 0 | 9      | 15-1      |
| 2 | Levante UD          | 2 - 0 - 1 | 6      | 11-3      |
| 3 | Gömrükcü Bakoe      | 1 - 0 - 2 | 3      | 9-8       |
| 4 | KSC Eendracht Aalst | 0 - 0 - 3 | 0      | 0-23      |

| datum      | thuisclub           | uitslag | uitclub             |
| ---------- | ------------------- | ------- | ------------------- |
| 24-09-2002 | Arsenal LFC         | 6-0     | Gömrükcü Bakoe      |
| 24-09-2002 | KSC Eendracht Aalst | 0-8     | Levante UD          |
| 26-09-2002 | Levante UD          | 1-2     | Arsenal LFC         |
| 26-09-2002 | KSC Eendracht Aalst | 0-8     | Gömrükcü Bakoe      |
| 28-09-2002 | Arsenal LFC         | 7-0     | KSC Eendracht Aalst |
| 28-09-2002 | Levante UD          | 2-1     | Gömrükcü Bakoe      |

|   | club           | w - g - v | punten | doelsaldo |
| - | -------------- | --------- | ------ | --------- |
| 1 | VVS Samara     | 2 - 1 - 0 | 7      | 7-0       |
| 2 | SU 1° Dezembro | 2 - 0 - 1 | 6      | 4-4       |
| 3 | Kilmarnock FC  | 1 - 1 - 1 | 4      | 4-3       |
| 4 | Innsbrucker AC | 0 - 0 - 3 | 0      | 2-10      |

| datum      | thuisclub      | uitslag | uitclub        |
| ---------- | -------------- | ------- | -------------- |
| 25-09-2002 | VVS Samara     | 0-0     | Kilmarnock FC  |
| 25-09-2002 | SU 1° Dezembro | 2-1     | Innsbrucker AC |
| 27-09-2002 | VVS Samara     | 4-0     | Innsbrucker AC |
| 27-09-2002 | Kilmarnock FC  | 0-2     | SU 1° Dezembro |
| 29-09-2002 | SU 1° Dezembro | 0-3     | VVS Samara     |
| 29-09-2002 | Kilmarnock FC  | 4-1     | Innsbrucker AC |

## Knock-outfase

### Kwartfinale
| club 1            | 1e w | 2e w   | club 2           |
| ----------------- | ---- | ------ | ---------------- |
| Umeå IK           | 2-0  | 0-0    | Toulouse FC      |
| Trondheims-Ørn SK | 2-2  | 0-1    | Fortuna Hjørring |
| HJK Helsinki      | 0-2  | 0-8    | 1. FFC Frankfurt |
| VVS Samara        | 1-1  | 1-2 nv | Arsenal LFC      |

### Halve finale
| club 1           | 1e w | 2e w         | club 2            |
| ---------------- | ---- | ------------ | ----------------- |
| 1. FFC Frankfurt | 1-1  | 1-1 ns (6-7) | Umeå IK           |
| Fortuna Hjørring | 3-1  | 5-1          | Arsenal Ladies FC |

### Finale
De finale werd over twee wedstrijden gespeeld (in een thuis- en uitwedstrijd) op 9 en 21 juni 2003.
| club 1  | 1e w | 2e w | club 2           |
| ------- | ---- | ---- | ---------------- |
| Umeå IK | 4-1  | 3-0  | Fortuna Hjørring |